# Kathy Kelly (Friedensaktivistin)

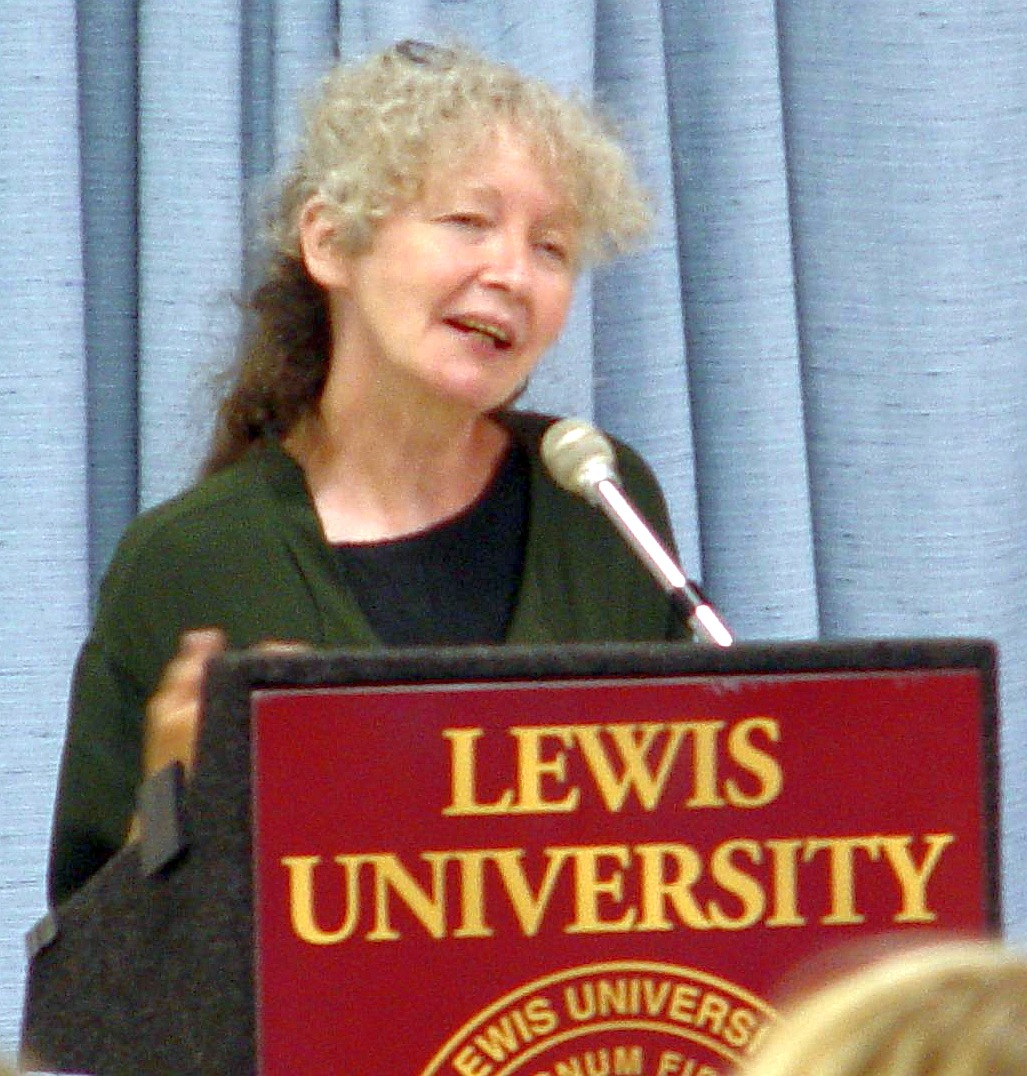
Kathy Kelly

Kathy Kelly (* 1953 in Chicago) ist eine US-amerikanische Pazifistin und Autorin. Sie war  mehrfach für den Friedensnobelpreis nominiert.

## Leben
Kelly wuchs in Chicago auf, wo sie heute noch lebt. Nach ihrem Theologie-Studium arbeitete sie zunächst als Lehrerin. Bereits während des Studiums engagierte sich Kelly in einer Suppenküche und knüpfte erste Kontakte in der Friedensbewegung. Nach eigenen Angaben war sie besonders durch den Dokumentarfilm Nacht und Nebel, über den Nacht-und-Nebel-Erlass gegen vermeintliche Widerstandskämpfer im Dritten Reich, beeinflusst. 1986 gab sie ihre Lehrtätigkeit auf und widmete sich fortan ausschließlich dem Aktivismus. Kathy Kelly gründete mehrere Vereinigungen und Initiativen, u. a. wegen der Kriege in Bosnien und dem Irak (z. B. Voices in the Wilderness, um auf die Leiden der Zivilbevölkerung während des Irak-Krieges aufmerksam zu machen). Kelly wurde aufgrund ihres Wirkens über 60 mal verhaftet. Sie veröffentlichte Essays und Bücher und wurde ausgezeichnet. In den Medien wird sie als die einflussreichste Aktivistin in der Friedensbewegung der Vereinigten Staaten bezeichnet.

## Veröffentlichungen
- Other Lands Have Dreams. From Baghdad to Pekin Prison. 2005 ISBN 978-1-904859-28-4
- Raising Voices: The Children of Iraq, 1990–1999. In: Anthony Arnove (Hrsg.); Iraq Under Seige. The Deadly Impact of Sanctions and War. 2000, ISBN 0-89608-620-8